# Brenne (Seille)
Die Brenne ist ein Fluss in Frankreich, der in der Region Bourgogne-Franche-Comté verläuft. Sie entspringt im Gemeindegebiet von Miéry, entwässert zunächst nach West bis Nordwest, schwenkt dann auf Südwest und mündet nach rund 54 Kilometern beim Ort Visargent, im Gemeindegebiet von Sens-sur-Seille, als rechter Nebenfluss in die Seille. Auf ihrem Weg durchquert die Brenne die seenreiche Landschaft Bresse in den Départements Jura und Saône-et-Loire.

## Orte am Fluss
- Saint-Lothain
- Sellières
- Chaumergy
- Mouthier-en-Bresse
- Bellevesvre
- Torpes
- Montjay
- Visargent, Gemeinde Sens-sur-Seille